# Пајн Нот (Кентаки)
Пајн Нот (енгл. Pine Knot) насељено је место без административног статуса у америчкој савезној држави Кентаки.

## Демографија
По попису из 2010. године број становника је 1.621, што је 59 (-3,5%) становника мање него 2000. године.
| Група             | 2000.         | 2010.         |
| Белци             | 1.520 (90,5%) | 1.480 (91,3%) |
| Афроамериканци    | 96 (5,7%)     | 84 (5,2%)     |
| Азијати           | 1 (0,1%)      | 4 (0,2%)      |
| Хиспаноамериканци | 39 (2,3%)     | 22 (1,4%)     |
| Укупно            | 1.680         | 1.621         |